# Pirula
Paulo Miranda Nascimento (São Paulo, 14 de agosto de 1981), conhecido como Pirula ou Pirulla, é um paleontólogo, zoólogo, youtuber, palestrante e divulgador científico brasileiro.

## Biografia e carreira
Paulo Miranda Nascimento é formado em biologia pela Universidade Presbiteriana Mackenzie e mestre e doutor em zoologia pela Universidade de São Paulo (USP), onde defendeu a tese "Revisão da família Baurusuchidae e seu posicionamento filogenético dentro do clado Mesoeucrocodylia". Foi professor de evolução e paleontologia em faculdades e escolas.
Em 2006, criou o Canal do Pirulla no YouTube, no qual trata principalmente de ciências, meio ambiente, religião e política em vídeos de longa duração.
Premiado como melhor influenciador em educação nas redes sociais na sexta edição do Shorty Awards, em 2014, em 2016 fundou o canal Bláblálogia, ao lado de Laranjeira, Simões, Estevão, Carlos Ruas, Mila Massuda, Tina Silva, Davi Calazans, Chico Camargo, Emilio Garcia, Rafael Procópio e Devanil Junior.
Crítico da forma como temas científicos são divulgados pelo jornalismo brasileiro, Pirula foi um dos criadores do projeto Science Vlogs Brasil, cujo objetivo é reunir canais de divulgação científica nacionais com o objetivo de "juntar forças para reduzir essa 'onda' anticiência na internet".
Em julho de 2019, junto a Gilmar Lopes do site de verificação de fatos E-farsas, estreou o quadro "Fake em Nóis" no canal MOV.show da produtora de vídeos MOV do portal UOL.
Em Fevereiro de 2021, o canal do Pirula no YouTube chegou a mais de 941 mil inscritos e 101 milhões de visualizações.
Em 2022, o canal do Pirula no YouTube ultrapassou 1 milhão de inscritos. 
Em 2023, passou a integrar o canal de divulgação científica em formato de podcast "Os três elementos", onde recebe convidados e discute temas como religião, evolução e pseudociências; com Carlos Ruas, Emilio Garcia e Mila Massuda.

## Vida pessoal
Na noite de 25 de maio de 2025,  sofreu um acidente vascular cerebral (AVC) em sua casa na cidade de São Paulo. Posteriormente, Pirulla foi internado em uma Unidade de Terapia Intensiva (UTI), segundo um comunicado do podcast Os Três Elementos, do qual ele é membro. Na ocasião, um financiamento coletivo foi criado para auxiliar Pirula e sua família. Em 13 de junho, recebeu alta da UTI, mas permanece internado para continuar sua reabilitação. Em 1 de agosto, ele recebeu alta e saiu do hospital.

## Livros publicados
- Darwin sem frescura, em coautoria com Reinaldo José Lopes. HarperCollins Brasil (2019). ISBN 978-0000185570[20][21]